# ماریوش یوپ
ماریوش یوپ (لهستانی: Mariusz Jop؛ زادهٔ ۳ اوت ۱۹۷۸) یک بازیکن فوتبال اهل لهستان است.
وی همچنین در تیم ملی فوتبال لهستان بازی کرده‌است.